# Estación de Hospital Sant Joan Despí - TV3
Hospital Sant Joan Despí | TV3 es una estación de la línea T3 de la red del Trambaix, antes llamada Sant Martí de l'Erm, como la de Llevant - Les Planes.
La estación está situada sobre la avenida del Bajo Llobregat, a la altura de la avenida de Barcelona, en San Juan Despí y se inauguró el 29 de mayo de 2004 con la prolongación del Trambaix desde Montesa.
- Datos: Q8779892